# حمودة بن عبد العزيز
حمودة بن عبد العزيز هو الوزير أبو محمد الحاج حمودة بن محمد بن عب العزيز التونسي مولدا ونشأة ووفاة، ولد حوالي عام 1146 هـ-1733 م وتوفي في عام 1202 هـ-1788 م، مؤرخ تونسي من العهد الحسيني.

صورة غلاف الكتاب الباشي لحمودة بن عبد العزيز

## تكوينه ومنشأه
كان والد حمودة بن عبد العزيز، محمد بن عبد العزيز، مدرسا متميزا -حسب ابن أبي الضياف- بجامع الزيتونة وقد تخصص في الفقه المالكي. تلقى حمودة بن عبد العزيز تعليمه حسب مستوى عصره، وقد درس بالمدرسة الباشية التي أسسها علي باشا وكان ذلك على يدي الشيخ محمد بيرم الأول، ثم بجامع الزيتونة على عدد آخر من مشائخ عصره من بينهم قاسم المحجوب... وقبل أن يتقلد الوظيفة ارتحل إلى المشرق بقصد الحج، ثم حج ثانية عام 1181 هـ-1768 م، وقد عين آنذاك قاضيا لركب الحج 

## مساره الوظيفي
يذكر محمد ماضور أنه لم يُعْرف لحمودة بن عبد العزيز وظيف قبل تقلّده رئاسة ديوان الإنشاء الذي ارتقى إليها رأسا في عهد علي باي بن حسين بن علي، ثم كلفه هذا الباي نفسه في عام 1186 هـ - 1772 م بتربية أبنائه ومن بينهم حمودة باشا الذي سيتولى الحكم بعده. وبذلك فإنه تقلد أساسا الوظائف السياسية والإدارية، إضافة إلى الكتابة والتعليم. وقد وصفته المصادر التي ترجمت له بأنه كان عارفاً بالسياسية والرياسة، وعلوم المنقول والمعقول ، وقد بقي مقرّبا من الباي بحكم وظيفته إلى أن تعرض إلى حادث إطلاق الرصاص عليه دون أن تصيبه في مقتل، وقد اقترح حكما على الجاني ندم عليه الباي بعد تنفيذه ، وهو ما كان وراء فتور العلاقة بينهما إلى أن توفي هذا الأخير عام 1788.

## مؤلفاته
اهتم الوزير حمودة باشا بالتأليف فكتب حاشية على عقيدة الوسطى للسنوسي، ورسالة في تحرير سمت القبلة، وشرح موشحة ابن سهل. كما كتب الشعر  إلا أن أهم ما كتبه هو كتابه المعنون: الكتاب الباشي وهو كما يقول محققه ماضور أرخ لأحداث «لا مصدر لها سواه» كما يقول إنه «ديوان أدب لعصره لا مورد لمؤرخي الأدب التونسي من سواه». وقد اهتم فيه بسيرة وتاريخ مخدومه علي باي بن حسين بن علي. وهو من هذه الناحية يعتبر مصدرا لا مندوحة عنه لمن جاء بعده من المؤرخين، من بينهم المؤرخ أحمد بن أبي الضياف الذي اعتمد عليه في إتحافه، وخاصة لما يهم القرن السابع عشر.

## إشارات مرجعية
1. ↑  حمودة بن عبد العزيز، الكتاب الباشي، ج 1، تحقيق محمد ماضور، تونس 1970، ص 15
2. ↑  المصدر نفسه، ص 22
3. ↑  http://www.majma.org.jo/majma/index.php/2009-02-10-09-36-00/288-65-6.html نسخة محفوظة 21 يناير 2012 على موقع واي باك مشين. أبو القاسم سعد الله، تقريظ للمفتي ابن عمار ظروفه ونصه
4. ↑  الكتاب الباشي، المصدر نفسه، ص 24
5. ↑  المصدر نفسه، ص 19
6. ↑  http://www.kl28.com/knol3/?p=view&post=61287&page=73%5Bوصلة+مكسورة%5D تراجم شعراء الموسوعة الشعرية
7. ↑  الكتاب الباشي، المصدر نفسه، ص 20